# David Hens
David Hens (18 april 1988) is een Belgisch hockeyer.

## Levensloop
Hens is actief als verdediger bij Herakles. Met deze club bereikte hij in 2018 onder meer de 'Final Four' in de Euro Hockey League. In de troostfinale moesten ze evenwel de duimen leggen tegen het Nederlandse HC Rotterdam.
Hij is de zoon van Patrick Hens, die eveneens actief was in het hockey.